# Révolte marocaine de 1465

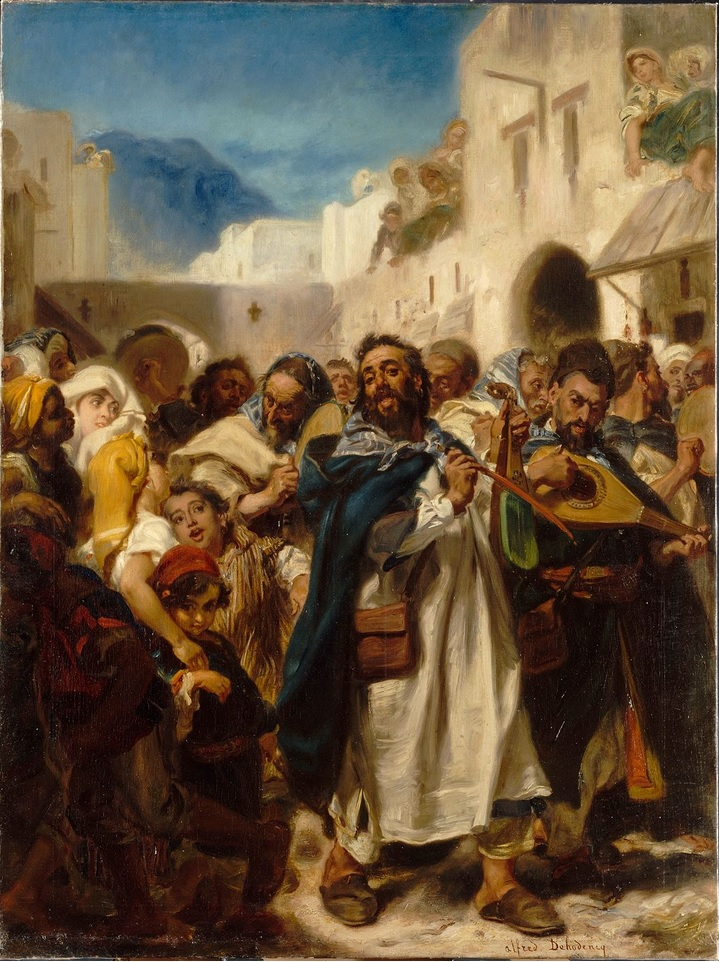
Une image illustrant la revolte marocaine de 1465

La révolte marocaine de 1465 se réfère à une révolte populaire par des chérifs locaux dans Fès qui ont renversé le dernier sultan mérinide dont la famille fut massacrée lorsqu’il avait 1 an, il fut eduqué par le vizir wattaside hypothetiquement complice de ce massacre afin d’ influencer la Maroc à sa guise mais une fois que le sultan Mérinide grandit il massacre à son tour son vizir wattaside qui a déjà très bien fait son travail avec l’opinion public . le sultan Merinide met comme vizir un juif Aaron ce qui enrage la grande majorité de la population musulmane . Sa popularite dans un contexte de crise generale descend au plus bas . . La révolte é Fes a marqué la fin de 215 ans de règne (1244-1465). Les chérifs ont formé un jihad, contre le dernier leader mérinide, Abu Muhammad Abd Al-Haqq  .et son vizir Juif, Aaron ben Batash. iks sint lis a mort . Presque toute la communauté juive de Fès a également été massacrée dans la révolte. À la suite des troubles à Fès, le roi portugais Alphonse V a finalement réussi à prendre Tanger.
Après l'exécution d'Abd al-Haqq, Muhammad b. Imran, Le chef des shurafas Idrissides  Al Amrani Joutey de Fès, a été proclamé Sultan,. Cependant, une « lutte pour le pouvoir s'ensuivit entre les shurafa d'Idrisides et les moudjahidines Wattasides ». Il fut à son tour renversé en 1472 par le Wattaside Abu Abd Allah ach-Chaykh Muhammad ben Yahya, l'un des deux vizirs Wattaside ayant survécu au massacre de 1459.
Abou Abdallah a continué, quelque peu, sans succès, à défendre les politiques mérinides. Les Wattasides furent finalement expulsés du Maroc par les shérifs saadiens en 1554.